# タッグリーグ・ザ・ベスト
タッグリーグ・ザ・ベストは、1985年から2003年まで全日本女子プロレスで開催していたタッグマッチによるリーグ戦。
2004年に「ザ・ベスト・タッグトーナメント」を開催していた。タッグリーグ・ザ・ベスト以前は1978年に「WWWA世界タッグリーグ戦」、1983年に「フジテレビ杯争奪タッグトーナメント」、1984年に「フジテレビ杯争奪タッグリーグ戦」を開催していた。
2011年から2016年にJWP女子プロレスで「JWPタッグリーグ・ザ・ベスト」を開催していた。

## ルール
勝ちが1点、引き分け、両者リングアウト、無効試合が0.5点、負けが0点という勝ち点方式の総当たりリーグ戦を行い、上位2チームが優勝決定戦を行う。第1回から第3回の優勝決定戦は60分3本勝負、第4回以降の優勝決定戦は60分1本勝負で行われていた。第13回は優勝決定戦を行わず、最高得点のタッグチームが優勝だった。

## タッグリーグ・ザ・ベスト

### 第1回（1985年）
- ダンプ松本&ブル中野 5点 ※優勝
- ライオネス飛鳥&長与千種 6点 ※準優勝
- 山崎五紀&立野記代 5点
- ジャガー横田&大森ゆかり 4点
- デビル雅美&ジャンボ堀 3.5点
- モンスター・リッパー&モニカ・カスティーリョ 2.5点
- 小倉由美&小松美加 2点
- 永友香奈子&永堀一恵 0点

内容
大会は飛鳥&長与が1位通過、山崎&立野と松本&中野が2位で並び、優勝戦進出者決定戦の結果は松本が山崎をラリアットでフォールし極悪が優勝戦進出。優勝決定戦は覆面を被った6人の影武者を巧みに使った松本&中野が、1-1で迎えた3本目に長与の痛めている右膝を集中攻撃してレフェリーストップとなり松本&中野が優勝。

### 第2回（1986年）
- 長与千種&堀田祐美子 6.5点 ※優勝
- 大森ゆかり&宇野久子 6.5点 ※準優勝
- 山崎五紀&立野記代 6点
- ブル中野&コンドル斉藤 6点
- デビル雅美&浅生恭子 5.5点
- 小倉由美&永堀一恵 5点
- ダンプ松本&石黒泰子 4点
- 小松美加&永友香奈子 3.5点
- ジュディ・マーチン&ベルベット・マッキンタイヤー 2点
- ライオネス飛鳥&鈴木美香 0点

内容
前年デビューの「昭和60年組」を大抜擢、主力と新人というチームが多数を占めた今大会は、飛鳥が腰痛で全戦欠場したこともありJBが俄然有利と見られていたが、小倉&永堀に取りこぼすなど得点が伸び悩み、同点でトップに並んだ長与組と大森組による優勝決定戦となった。優勝決定戦は1-1の3本目に大森組が同士打ちしたスキを突いて長与が大森を丸めこみ、長与&堀田が優勝。

### 第3回（1987年）
- ライオネス飛鳥&長与千種 7点 ※優勝
- ブル中野&コンドル斉藤 7点※ 準優勝
- 山崎五紀&立野記代 6点
- レイラニ・カイ&アンジー・マネリー 6点
- デビル雅美&大森ゆかり 5.5点
- 小倉由美&永堀一恵 4点
- ダンプ松本&影かほる 3.5点
- 堀田祐美子&鈴木美香 2.5点
- 小松美加&石黒泰子 2点
- ドリル仲前&岩本久美子 0点

内容
2年ぶりに飛鳥&長与が参加して、小倉&永堀に取りこぼした以外はほぼ順当に白星を重ねる。一方でWWF帰りの山崎&立野は飛鳥&長与から白星をもぎ取り今度こそ優勝かと思われたが、堀田&鈴木に星を落とし、結局直接対決で山崎&立野を下した中野&斉藤が飛鳥&長与と並び優勝決定戦進出。優勝決定戦はまたも1-1のイーブンから飛鳥&長与がダブルのムーンサルトプレスを決め待望の初優勝。

### 第4回（1988年）
- 宇野久子&鈴木美香 7点 ※優勝
- 堀田祐美子&西脇充子 7.5点 ※準優勝
- ブル中野&ダイナマイト・ジャック 7点
- 小倉由美&小松美加 6.5点
- 山崎五紀&立野記代 6点
- 山田敏代&豊田真奈美 5.5点
- ダイナマイト・キング&ダイナマイト・クイーン 5.5点
- 岩本久美子&中村幸子 4点
- 木村伸子&宍戸江利花 2.5点
- 高橋美華&前田薫 2点
- 神谷美織&天田麗文 1.5点

内容
再び飛鳥&長与が不参加となり、「昭和60年組」、「昭和61年組」、「昭和62年組」によるタッグチームが中心となった。リーグ戦は堀田&西脇が1位通過、2位同士の優勝戦進出決定戦は宇野&鈴木が反則勝ちを拾い優勝決定戦進出。優勝決定戦は昭和60年組同士の対戦となったが、宇野が西脇を押さえ優勝。

### 第5回（1989年）
- 西脇充子&メデューサ 6点 ※優勝
- 山田敏代&豊田真奈美 6点 ※準優勝
- 堀田祐美子&天田麗文 6点
- 北斗晶&三田英津子 6点
- ブル中野&ザ・ビースティー 6点
- グリズリー岩本&バイソン木村 5.5点
- みなみ鈴香&下田美馬 4.5点
- 立野記代&長谷川弘美 4点
- 高橋美華&前田薫 0.5点
- アジャ宍戸&神谷美織 0.5点

内容
5月に長与、8月に飛鳥が相次いで引退したリーグ戦は5チームが6点でトップに並ぶ大混戦。しかし、中野組がビースティーの帰国で棄権してしまい、4チームによる優勝決定トーナメントが行われ、北斗&三田を破った山田&豊田と堀田&天田を破った西脇&メデューサが優勝決定戦に進出。優勝決定戦は西脇が山田をミサイルキックで下して西脇&メデューサが優勝。

### 第6回（1991年）
- 山田敏代&井上京子 5.5点 ※優勝
- アジャコング&バイソン木村 4.5点 ※準優勝
- ブル中野&北斗晶 4.5点
- 堀田祐美子&バット吉永 3.5点
- みなみ鈴香&デビー・マレンコ 3点
- 豊田真奈美&三田英津子 3点
- 井上貴子&吉田万里子 3点
- 神谷美織&下田美馬 1点

内容
2年ぶりに開催されたリーグ戦だったが、途中でアジャが盲腸の手術を行ったり、山田&京子がメキシコ遠征に出発するなどハプニングが相次ぎ、中断を経て優勝決定戦は例年より2ヶ月遅い12月に行われた（以後は12月に行われるようになる）。リーグ戦トップの山田&京子と、中野&北斗を下したアジャ&木村による優勝決定戦となり、山田がダイビング延髄斬りでアジャをフォールして山田&京子が優勝。

### 第7回（1992年）
- アジャコング&井上京子 6.5点 ※優勝
- 山田敏代&豊田真奈美 6点 ※準優勝
- 長谷川咲恵&デビー・マレンコ 5.5点
- 堀田祐美子&みなみ鈴香 5点
- 井上貴子&テリー・パワー 4点
- バット吉永&渡辺智子 3点
- 三田英津子&下田美馬 2.5点
- 神谷美織&伊藤薫 2.5点
- 土屋恵理子&前泊よしか 1点

内容
この年の7月に全女に対戦を要求し、結果的に9月に全女とFMWが開戦するきっかけを作った土屋&前泊が参戦して、10月17日の開幕戦で吉永&渡辺を大流血に追い込み台風の目になりかけたが、その後は土屋が左肩骨折の重傷を負いあっけなく棄権。優勝決定戦はアジャ&京子と山田&豊田の白熱した闘いとなったが、最後は合体技で京子が豊田をフォールして、即席とは思えないコンビネーションを見せたアジャ&京子が優勝。

### 第8回（1993年）
- 北斗晶&豊田真奈美 10点 ※優勝
- 山田敏代&井上京子 10点 ※準優勝
- ブル中野&みなみ鈴香 8点
- アジャコング&長谷川咲恵 8点
- 堀田祐美子&井上貴子 8点
- イーグル沢井&紅夜叉 8点
- 三田英津子&下田美馬 4点
- 伊藤薫&渡辺智子 0点

内容
対抗戦ブームの中で開催された今大会は、前年に続きLLPWから沢井&紅が参加、4勝3敗と勝ち越す健闘を見せた。12月10日の最終戦で山田&京子が北斗&豊田を破り、この両チームによる優勝決定戦となったが、今度は北斗がノーザンライトボムで山田をフォールして優勝。

### 第9回（1994年）
- 豊田真奈美&井上貴子 10点 ※優勝
- 井上京子&長谷川咲恵 10点 ※準優勝
- アジャコング&レジー・ベネット 10点 ※準優勝
- 堀田祐美子&山田敏代 9点
- 三田英津子&下田美馬 9点
- みなみ鈴香&伊藤薫 5点
- 渡辺智子&玉田りえ 2点
- 吉田万里子&チャパリータASARI 1点

内容
東京ドーム大会の陰に隠れてしまった今大会は、最終日の公式戦で単独トップだったアジャ組が豊田組に敗れ、京子組を入れての優勝決定巴戦。公式戦後の休憩を拒否したアジャはまず長谷川を裏拳で沈め、一気に優勝を決めるべく豊田組と当たったが、ドーム大会の雪辱を狙う豊田がアジャを雪崩式後方回転エビ固めで下しアジャ組が脱落。勢いに乗った豊田は続く巴戦第3試合でも京子を雪崩式日本海式竜巻原爆固めでフォールして1日3勝の豊田&貴子が逆転優勝。

### 第10回（1995年） - 第18回（2003年）
| 回     | 年     | 優勝                  | 準優勝                                |
| ------ | ------ | --------------------- | ------------------------------------- |
| 第10回 | 1995年 | 井上京子&渡辺智子     | 豊田真奈美&伊藤薫                     |
| 第11回 | 1996年 | 豊田真奈美&玉田りえ   | 渡辺智子&前川久美子                   |
| 第12回 | 1997年 | 堀田祐美子&伊藤薫     | 井上貴子&前川久美子                   |
| 第13回 | 1998年 | 中西百重&高橋奈苗     | 堀田祐美子&豊田真奈美 ZAP-I&ZAP-T     |
| 第14回 | 1999年 | 豊田真奈美&脇澤美穂   | 渡辺智子&前川久美子 中西百重&高橋奈苗 |
| 第15回 | 2000年 | 下田美馬&三田英津子   | 豊田真奈美&納見佳容                   |
| 第16回 | 2001年 | 堀田祐美子&豊田真奈美 | 伊藤薫&中西百重                       |
| 第17回 | 2002年 | 中西百重&納見佳容     | 井上貴子&渡辺智子                     |
| 第18回 | 2003年 | 高橋奈苗&浜田文子     | イーグル沢井&アメージング・コング     |

## ザ・ベスト・タッグトーナメント

### 第1回（2004年）
- 前川久美子&前村早紀 ※優勝
- 堀田祐美子&華名 ※準優勝
- 高橋奈苗&Hikaru
- 渡辺智子&東城えみ
- ダンプ松本&サソリ
- 元気美佐恵&松尾永遠
- 植松寿絵&輝優優
- ザ・ブラディー&ファング鈴木

内容
ノックアウト方式として開催された。最終戦は12月26日の後楽園ホール大会にて準決勝、決勝を合わせて行った。決勝で堀田&華名を破った前川&前が優勝。

## JWPタッグリーグ・ザ・ベスト

### 第1回（2011年）
レッドゾーン
- 春山香代子&倉垣翼 6点 ※優勝
- 米山香織&ヘイリー・ヘイトレッド 4点
- 中森華子&森居知子 2点
- 黒木千里&広田さくら 0点

ブルーゾーン
- Leon&大畠美咲 4点 ※準優勝
- 阿部幸江&KAZUKI 4点
- コマンド・ボリショイ&矢神葵 4点
- masu-me&藤本つかさ 0点

内容
1月16日の開幕戦（東京キネマ倶楽部）で公式戦を兼ねてデイリースポーツ認定女子タッグ王座の防衛戦を行った春山&倉垣が大本命の前評判通り全勝でレッドゾーンを勝ち上がった一方、ブルーゾーンは4点で3チームが並ぶ混戦となり、巴戦の結果はLeon&大畠が優勝決定戦進出。3月6日の東京キネマ倶楽部大会で行われた優勝決定戦は春山&倉垣がLeon&大畠を下して優勝。

### 第2回（2012年）
レッドゾーン
- 植松寿絵&輝優優 6点 ※優勝
- 春山香代子&倉垣翼 4点
- コマンド・ボリショイ&ラビット美兎 2点
- DASH・チサコ&仙台幸子 4点
- ムーン瑞月&勝愛実 0点

ブルーゾーン
- 中森華子&大畠美咲 6点 ※準優勝
- KAZUKI&モーリー 5点
- 阿部幸江&チェリー 4点
- Leon&Ray 3点
- 川佐ナナ&宮城もち 0点

内容
1月9日の東京キネマ倶楽部大会より開催。決勝戦は4月8日東京キネマ倶楽部大会で行われる。優勝チームは前年に米山が引き起こした引退撤回騒動の責任を取る形で返上され空位となったタッグ二冠王者に認定される。また、米山も同様の理由により参加を辞退。前回優勝者の春山&倉垣以外は別ペア。JWP女子プロレス非所属選手同士のタッグも植松&輝とチサコ&仙台が参戦（ただし、輝はJWP出身）。なお、植松&輝と瑞月&勝愛の1試合を植松の所属先であるプロレスリングWAVEの大会で行う予定であったが、後述の負傷のため中止（植松&輝の不戦勝）。勝はmasu-meとエントリーしていたが、リーグ初戦を前にmasu-meが体調不良で欠場に入ったため、米山を除くJWP所属で唯一漏れた瑞月に交代したが、瑞月も欠場して残り試合は不戦敗となった。決勝決定戦は優勝候補に挙げられた植松&輝と中森&大畠の組み合わせとなり植松&輝が優勝。

### 第3回（2013年）
レッドゾーン
- 中森華子&モーリー 4点 ※準優勝
- コマンド・ボリショイ&中島安里紗 2点
- Leon&新田猫子 0点

ブルーゾーン
- DASH・チサコ&仙台幸子 3点 ※優勝
- 勝愛実&ラビット美兎 2点
- 阿部幸江&KAZUKI 1点

内容
2月17日の大阪大会より開幕。優勝決定戦は4月7日新木場1stRING大会で行われる。優勝決定戦で中森&モーリーとチサコ&仙台が対戦してチサコ&仙台が優勝。

### 第4回（2014年）
レッドゾーン
- ラビット美兎&つくし 4点 ※優勝
- 中島安里紗&華名 3点
- コマンド・ボリショイ&木村響子 3点
- KAZUKI&ライディーン鋼 2点

ブルーゾーン
- Leon&Ray 4点 ※準優勝
- 春山香代子&勝愛実 5点 ※棄権
- 中森華子&井上貴子 3点
- 阿部幸江&藤ヶ崎矢子 0点

内容
1月5日の板橋グリーンホール大会より開幕。3月16日板橋大会で決勝を行う。今大会は連続出場組はなく、「マスカラ・ボラドーラス」が2年ぶり出場。また貴子が全女版優勝経験者として初めてエントリー。出場チーム発表当初、中島、ボリショイのパートナーがともにXとされて、ボリショイのパートナーは当日発表された。優勝決定戦は美兎&つくしと春山&勝に決まっていたが、勝が練習中の負傷で欠場となったため、繰り上がりでREINA世界タッグ王者でもあるLeon&Rayが優勝決定戦に進出して、これを制した美兎&つくしが優勝。

### 第5回（2015年）
Aブロック
- 春山香代子&希月あおい ※優勝
- 中島安里紗&中森華子 ※棄権
- Leon&Ray
- 藤ヶ崎矢子&林結愛

Bブロック
- コマンドボリショイ&木村響子 ※準優勝
- ラビット美兎&つくし
- KAZUKI&ライディーン鋼
- 瑛凛&加藤悠

内容
1月18日の板橋大会より開幕。3月20日ラゾーナ川崎プラザソル大会で決勝を行う。連続出場は計4組。中島&中森は中森が欠場に入ったため棄権。美兎&つくしは不戦敗こそあったもののリーグ最終戦まで消化。決勝は春山&希月とボリショイ&木村が進出して、これを制した春山&希月が優勝。

### 第6回（2016年）
- 中森華子&真琴 ※優勝
- KAZUKI&ライディーン鋼 ※準優勝
- コマンドボリショイ&ラビット美兎 ※1回戦敗退
- Leon&藤田あかね ※1回戦敗退
- 下野佐和子&花月 ※準決勝敗退
- 朱里&小波 ※準決勝敗退
- 藤ヶ崎矢子&志田光 ※1回戦敗退
- Sareee&田中盟子 ※1回戦敗退

内容
トーナメント方式として開催された。1月31日板橋大会より開幕。2月21日ラゾーナ川崎大会で決勝を行う。Leonは前回に続きRayとエントリー予定だったが、Rayが欠場中だったため、パートナーを藤田に変更。今大会は中森&真琴が優勝。